# Borbecker Mühlenbach
Der Borbecker Mühlenbach ist ein linkes Nebengewässer der Berne in Essen mit einer Fließlänge von 11,1 Kilometern.

## Flusslauf

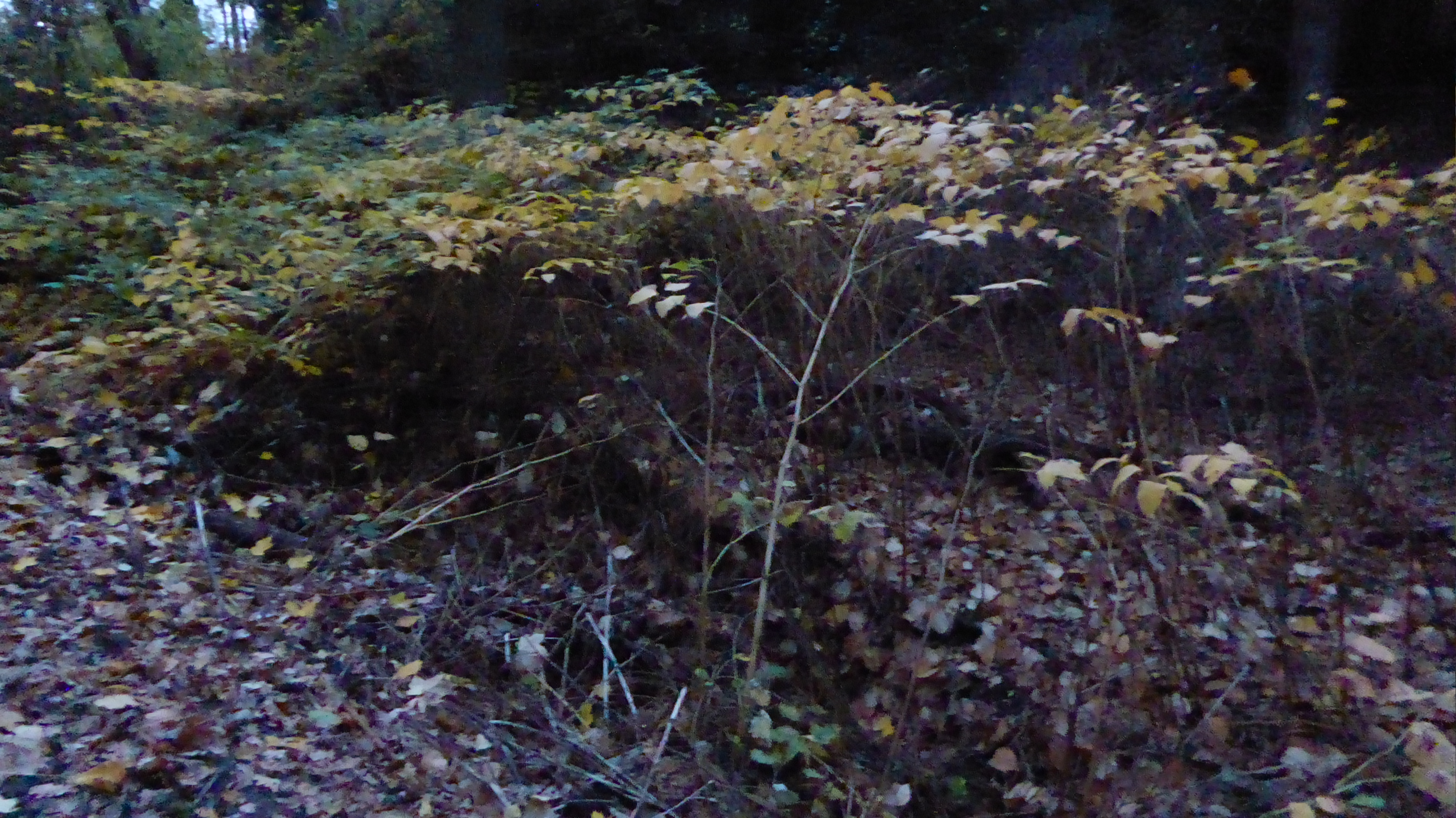
Das rechte Siepen in Bredeney, wo der Borbecker Mühlenbach entspringt

Der Borbecker Mühlenbach entspringt in zwei Siepen im Essener Stadtteil Bredeney. Der Bach wird unter der A52 und der Messe Essen hindurchgeleitet und durchfließt dann den Grugapark. Auf dem Parkgelände speist er den Margarethen- und den Waldsee. Seine Fließrichtung ist nach dem Grugapark nach Nordwesten ausgerichtet, wobei er für etwa einen Kilometer die Stadtgrenze von Essen und Mülheim an der Ruhr bildet. Beim Essener Stadtteil Schönebeck ändert er seinen Lauf nach Nordosten. Zwischen Altendorf und Bochold bildet der Bachlauf ein Stück weit die Stadtteilgrenze, zugleich die südöstliche Grenze des Stadtbezirks Borbeck. Im Stadtteil Bochold, nahe dem Milendonkweg, mündet von rechts der Sälzerbach ein. Der Borbecker Mühlenbach mündet kurz nach Erreichen des Essener Stadtteils Bergeborbeck westlich des Stadions Essen in die Berne.

## Renaturierung

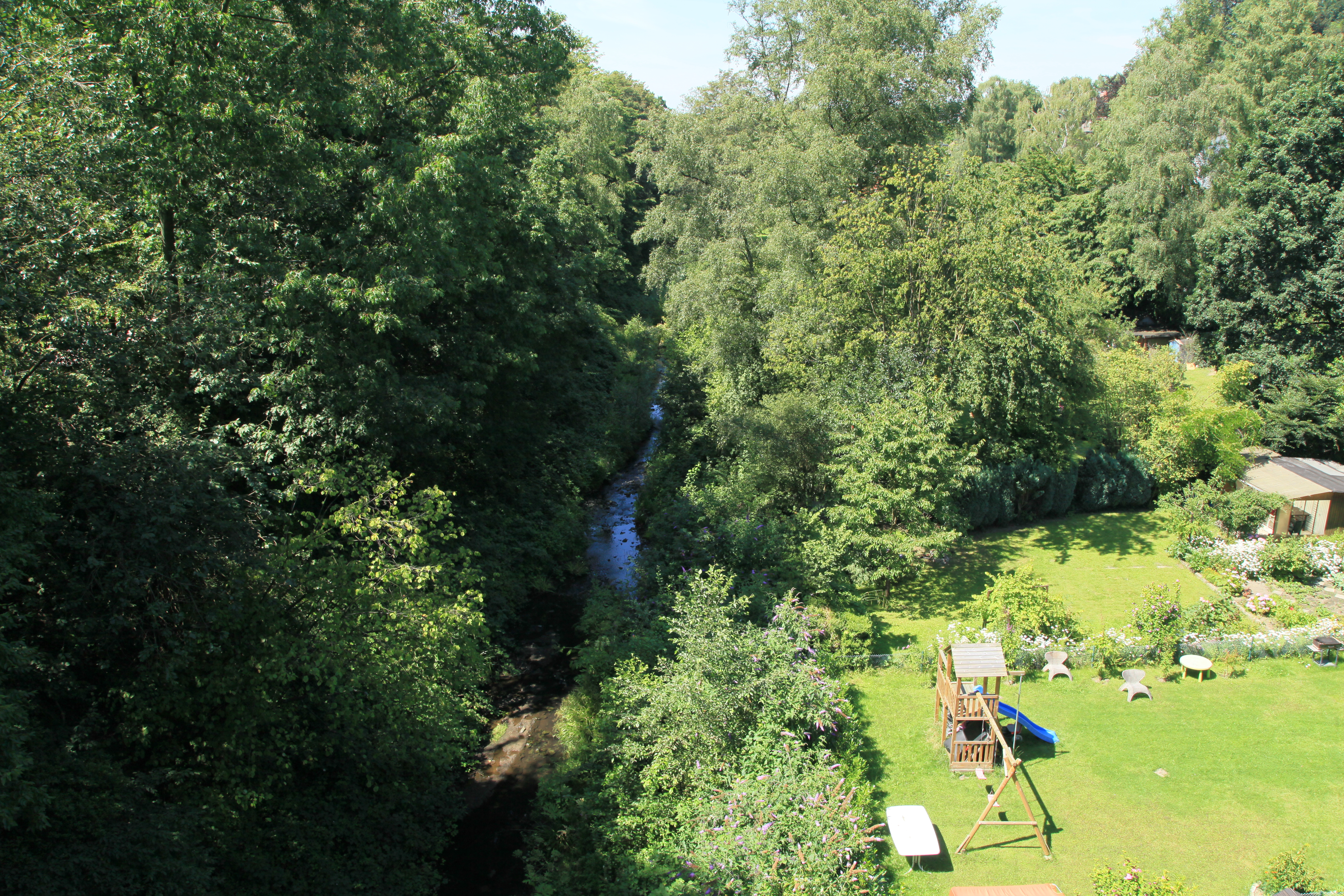
Renaturierter Mühlenbach unterhalb der Margarethenhöhe

Im Mittel- und Unterlauf wurde der Bachlauf während der Zeit Industrialisierung kanalisiert und verrohrt. Im Rahmen des Umbaus des Emschersystems wurde die Umgestaltung des Borbecker Mühlenbachs zu einem naturnah gestalteten Reinwasserlauf geplant. Die Renaturierungsarbeiten begannen im Jahr 2010. Der Umbau zwischen den Stadtteilen Holsterhausen, Margarethenhöhe und Fulerum war 2012 abgeschlossen. Südlich der Autobahn 40 wurde dem Bach seit 2014 kein Abwasser mehr zugeleitet. Es wird jetzt über einen parallel zum Bach verlaufenden Abwasserkanal in bis zu 15 Metern Tiefe mit einem Durchmesser von 3,6 Metern, zum Emscherkanal geleitet. Bis September 2014 wurde ein noch verrohrter Abschnitt des Bachlaufs zwischen Fulerum, Frohnhausen, Holsterhausen und Margarethenhöhe freigelegt.
Für die Renaturierung im dicht besiedelten Stadtgebiet war zudem der Bau eines unterirdischen Regenrückhaltebeckens im Stadtteil Frohnhausen erforderlich. Durch den Nachweis einer besonders geschützten Vogelart, der Wasserralle, am geplanten Standort des Beckens hatte sich der Baubeginn um fünf Jahre verzögert. Seit 2022 ist das Emschersystem, und damit auch die Nebengewässer wie der Borbecker Mühlenbach, abwasserfrei.
Der rechte Zufluss, der Sälzerbach, wurde ebenfalls durch unterirdische Abwasserkanäle von Schmutzwasser befreit, die dieses nun direkt Kläranlagen zuführen. Im August 2025 begannen die Renaturierungsarbeiten am Sälzerbach, die Ende 2025 abgeschlossen werden sein sollen. Er war ebenfalls lange Zeit ein in Betonsohlschalen eingebetteter, offener Schmutzwasserablauf. Diese Betonsohlschalen werden auf einer Länge von rund 500 Metern vor der Mündung in den Borbecker Mühlenbach entfernt und der Bachlauf naturnah gestaltet. Die dafür anfallenden Kosten von rund 700.000 Euro trägt die Emschergenossenschaft.

## Flussgeschichte

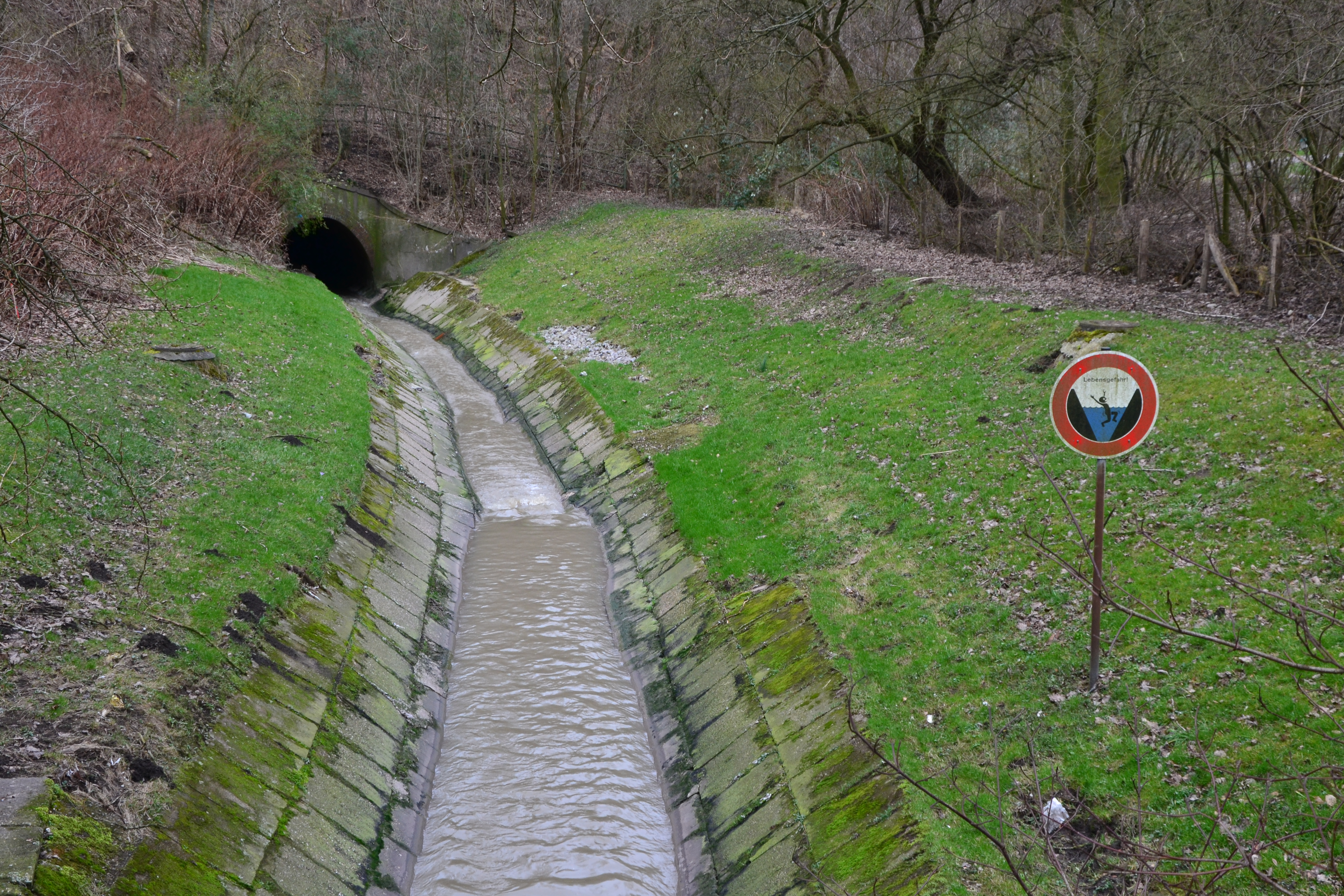
Noch nicht renaturierter Abschnitt des Bachlaufes in Altendorf mit Betonsohle 2014

Ursprünglich war der Borbecker Mühlenbach ein direktes Nebengewässer der Emscher. Erst mit der Überleitung der wasserreicheren Berne in den Unterlauf des Borbecker Mühlenbachs während der Industrialisierung wurde dies von Menschenhand geändert.
Es gab mehrere Mühlen im Verlaufe des Gewässers, wie der bereits in der kartografischen Uraufnahme der ersten Hälfte des 19. Jahrhunderts verzeichnete Name Mühlenbach aussagt. An die Bergmühle erinnert noch die den Bach kreuzende Bergmühlenstraße in Bergeborbeck. Weitere Mühlen waren die Borgsmühle, die Bückmannsmühle, die Herbrüggenmühle und die Horler Mühle.

Dort, wo der Mühlenbach heute nördlich aus dem Grugapark fließt und das Gelände des Essener Universitätsklinikums berührt, lagen einst die Brandsmühle und das Fachwerkhaus von Heinrich Hülsmann. Das wurde 1922 abgerissen und dort die Gaststätte Zur Brandsmühle eröffnet. Östlich der Gaststätte lag der Mühlenteich und das Mühlenhaus mit dem Wasserrad, das 1937 wegen Baufälligkeit in sich zusammenfiel und nicht wieder aufgebaut wurde. Westlich der Gaststätte war ein Kanuteich angelegt worden, auf dem die Gäste Kanufahrten machen konnten. Im Sommer 1934 war der Teich als Badegewässer freigegeben. Die Gaststätte Zur Brandsmühle fiel dem Zweiten Weltkrieg zum Opfer.